# Peter Glotz

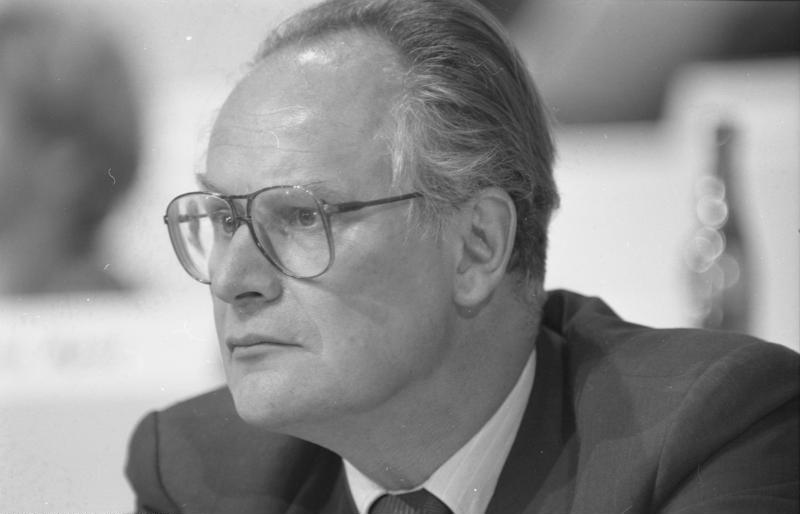
Peter Glotz

Peter Glotz (ur. 6 marca 1939 w Chebie, zm. 25 sierpnia 2005 w Zurychu) – niemiecki socjolog i działacz Związku Wypędzonych. 

## Życiorys
Pochodził z niemiecko-czeskiej rodziny, która po II wojnie światowej uciekła do Bawarii. Od 2000 pełnił obowiązki współprzewodniczącego Centrum przeciwko Wypędzeniom (wraz z Eriką Steinbach). Napisał książkę o wysiedleniu Niemców sudeckich i wielokrotnie wypowiadał się publicznie w tej sprawie. 
W latach 2000–2001 reprezentował kanclerza Niemiec w Konwencie Europejskim. Był profesorem, autorem wielu książek i artykułów naukowych oraz prasowych.